# Pathogen (álbum)
Pathogen es un álbum musical del grupo Two Steps from Hell, publicado en 2007 para publicidad y tráileres de películas solamente. El álbum contiene 18 pistas, todas (excepto "Iron Soul") principalmente compuestas por el cofundador de Two Steps From Hell, Nick Phoenix.
Pistas seleccionadas de Pathogen han sido añadidas en la app-exclusive compilation "Demon's Dance", así como en el álbum público Halloween.

## Canciones
| N.º | Título                      | Escritor(es)        | Duración |  |
| 1.  | «Kickdown»                  | Nick Phoenix        | 2:57     |  |
| 2.  | «Shed My Skin»              | Nick Phoenix        | 3:45     |  |
| 3.  | «Electro Freak»             | Nick Phoenix        | 2:24     |  |
| 4.  | «Pathogen»                  | Nick Phoenix        | 2:34     |  |
| 5.  | «Ice Planet»                | Nick Phoenix        | 3:53     |  |
| 6.  | «Otherworld»                | Nick Phoenix        | 2:53     |  |
| 7.  | «Deathslinger»              | Nick Phoenix        | 1:43     |  |
| 8.  | «Cannibal»                  | Nick Phoenix        | 2:21     |  |
| 9.  | «Crash»                     | Nick Phoenix        | 2:06     |  |
| 10. | «The Raven Talks Backwards» | Nick Phoenix        | 2:37     |  |
| 11. | «Beam Of Light»             | Nick Phoenix        | 2:58     |  |
| 12. | «Iron Soul»                 | Thomas J. Bergersen | 1:44     |  |
| 13. | «Run N Gun»                 | Nick Phoenix        | 2:05     |  |
| 14. | «War Of Angels»             | Nick Phoenix        | 2:40     |  |
| 15. | «Gothic Cowboy»             | Nick Phoenix        | 2:34     |  |
| 16. | «Forsaken»                  | Nick Phoenix        | 2:55     |  |
| 17. | «Iron Nation»               | Nick Phoenix        | 1:41     |  |
| 18. | «False King (Rock)»         | Nick Phoenix        | 2:14     |  |